# Glue code
Em programação, glue code é um código que não contribui para nenhuma funcionalidade do programa, e serve somente para unir (glue together) diferentes partes de um código que de outra forma não seriam compatíveis. Glue code aparece muitas vezes em códigos escritos para permitir o funcionamento de alguma biblioteca ou então, algum programa que faz uma interoperabilidade com o mesmo. Como exemplo, numa foreign function interfaces, que aparece no Java native interface. Um outro caso tipico é no uso para de um objeto para acessar um banco de dados usando object-relational mapping, ou então para fazer a integração entre dois ou mais programas comercializados.
Segundo o livro WebSphere Application  Server - Community Edition, Gluecode é o nome da empresa que após ser adquirida pela IBM em 2005 auxiliou no desenvolvimento do Apache Jerônimo um servidor de aplicação que foi a base para o WebSphere Application Server.